# Nicolae Ch. Quintescu
Nicolae Ch. Quintescu (n. 21 februarie 1841, Craiova – d. 12 august 1913, București) a fost un critic literar, filolog și traducător român, membru titular (1877) al Academiei Române.
A fost membru al Junimii din 1865 și profesor la Universitatea din Iași, iar din 1881, la cea din București.